# GTV高山中継局
GTV高山中継局（ジーティーブイたかやまちゅうけいきょく）は、群馬県吾妻郡高山村に置かれていた群馬テレビの中継局である。

## 概要
- 当中継局には群馬テレビのみ中継局を置いていた。尚、在京広域テレビ局は、前橋中継局や周辺地域の中継局からの電波を受信している。

## 中継局概要
| 放送局名      | チャンネル | 空中線電力        | ERP              | 放送対象地域 | 放送区域内世帯数 |
| GTV群馬テレビ | 31ch 33ch  | 映像10W /音声2.5W | 映像44W /音声11W | 群馬県       | 約600世帯        |

- 偏波面は、水平偏波。
- 33chは、2003年10月1日から20日まで実施されたアナアナ変換前のチャンネル。

## 置局住所
- 吾妻郡高山村中山字堂山